# Автоматгірмаш
ВАТ «Донецький науково-дослідний та проектно-конструкторський інститут з автоматизації гірничих машин «Автоматгірмаш»» заснований у 1964 року на базі відділу виконання проектів автоматизації шахтного обладнання інституту «Діпровуглеавтоматизація» (Москва), який працював у Донецьку з 1956 р. У 1974 р. для прискорення розробки систем автоматизації та засобів для вугільної промисловості й підвищення їх науково-технічного рівня створено науково-виробниче об'єднання «Автоматгірмаш» у складі інституту та Макіївського заводу шахтної автоматики. У 1989 p. HBO «Автоматгірмаш», реорганізоване в Інститут, продовжило самостійну діяльність. З 1996 р. статус інституту — відкрите акціонерне товариство.

## Напрямки діяльності
Основні напрямки діяльності: створення, освоєння, впровадження у виробництво, а також сервісне обслуговування систем та засобів автоматизації вугільної, гірничорудної, хімічної, металургійної, машинобудівної та інших галузей промисловості.
Інститут має лабораторну та експериментальну бази, науково-дослідну та проектувально-конструкторську служби, сертифікаційний центр. Кількість співробітників — близько 100 чоловік.